# Oikumene

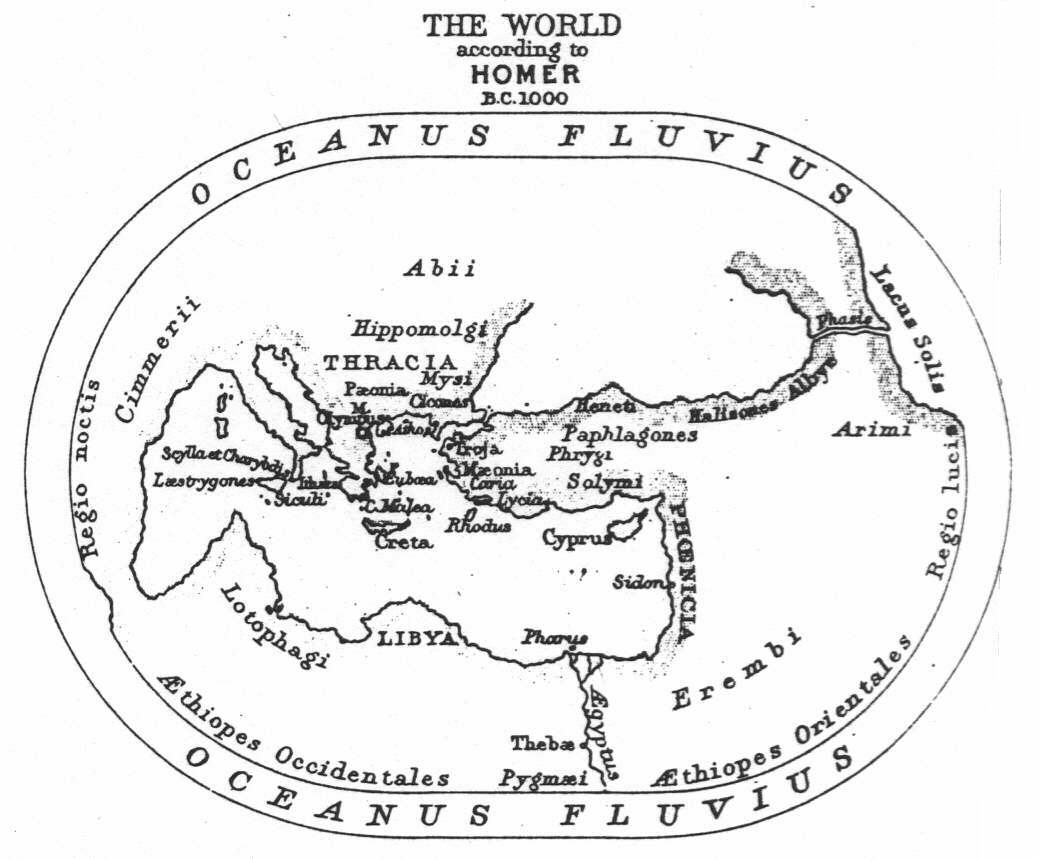
Auf der „Weltkarte des Homer“ umfließt Oceanus („latinisiert“,, Ozean) die Erdscheibe (die damals bekannte Welt)

Das Wort Oikumene, deutsch auch Ökumene, (altgriechisch ἡ οἰκουμένη „die Bewohnte“ [Erde], von οἰκέω oikéō ‚wohnen‘, ‚bewohnen‘) bezeichnete in der griechisch-römischen Antike die gesamte bewohnte Welt, soweit sie damals bekannt war.
Für den griechischen Begriff bürgerte sich im römischen Reich auch die Bezeichnung Orbis terrarum (Erdkreis) ein, welche auf die Eroberungen Alexanders des Großen aus Makedonien und der Römischen Kaiserzeit auf allen drei Kontinenten Bezug nimmt, damals also Europa, Asien, Afrika.

## Oikumene im Christentum
Im Neuen Testament wird das Wort Oikumene meist auch als Synonym für den ganzen Erdkreis verwendet oder steht für das Römische Reich (siehe Lk 2,1 , Mt 24,14 ). In Hebräer 2,5  bezeichnet das Wort eine „zukünftige Welt“.
In der Alten Kirche hatte das Wort neben der politischen Bedeutung im römischen Reich auch eine kirchliche Bedeutung und bezeichnete die Gesamtheit der Christen. Zur Zeit Konstantins des Großen trat diese Unterscheidung in den Hintergrund. Eine wesentliche Rolle spielten dabei die sogenannten Ökumenischen Konzile, deren Entscheidungen für die gesamte Christenheit und das gesamte Reich gelten sollten. 
Nach dem Ende des Römischen Reiches und des Byzantinischen Reiches hatte das Wort nur noch eine kirchliche Bedeutung. Im 6. Jahrhundert bezeichnete sich der Patriarch von Konstantinopel als „ökumenisch“, um seine Vorrangstellung unter verschiedenen östlichen Kirchen zu betonen. Dies erregte heftigen Widerspruch durch Papst Gregor den Großen in Rom.
Seit dem 20. Jahrhundert verwendet man das Wort „Ökumene“ für die christliche ökumenische Bewegung und meint damit den Dialog und die Zusammenarbeit zwischen allen christlichen Denominationen, wobei die lehrmäßige Definition des Wortes „christlich“ selbst Teil des Dialogs ist. Der Dialog und die Zusammenarbeit mit den anderen monotheistischen Religionen wird gelegentlich abrahamitische Ökumene genannt.